# زبینتسه
زبینتسه (به صربی: Zebince) یک منطقهٔ مسکونی در صربستان است که در ولادیچین خان واقع شده‌است. زبینتسه ۱۲۱ نفر جمعیت دارد.